# 人間社会学部
人間社会学部（にんげんしゃかいがくぶ）は、大学の学部の一つ。
設置大学ごとに細部は異なるが、人文学・社会学・心理学・情報学・福祉学などといった幅広い分野を取り扱い、人間の活動に必要な学術分野の全てを研究することを目的としている。
日本では、1990年に日本女子大学で初めて創設された。

## 人間社会学部を持つ日本の大学
公立
- 福岡県立大学（1992年度～）（福岡県社会保育短期大学の改組転換）

私立
- 埼玉工業大学（2002年度～）
- 東京国際大学（1995年度～）（教養学部を改組）
- 千葉商科大学（2014年度～）
- 実践女子大学（2004年度～）
- 日本女子大学（1990年度～）
- 昭和女子大学（2003年度～）
- 恵泉女学園大学（2005年度～）
- 相模女子大学（2008年度～）
- 静岡英和学院大学（2002年度～）
- 大阪大谷大学（2005年度～）
- 姫路獨協大学(2016年度～)(学群制をとっているため人間社会学群としている)
- 宇部フロンティア大学（2002年度～）
- 長崎国際大学（1999年度～）
- 流通科学大学（2015年度～）

学生募集停止
- 大阪府立大学（学生募集停止2012年度）
- 千里金蘭大学（学生募集停止2008年度、同時に現代社会学部へ改組転換）